# Вестлунд, Оса
Оса Ингрид Гунилла Вестлунд (швед. Åsa Ingrid Gunilla Westlund; род. 19 мая 1976, Андерсторп, Йёнчёпинг) — шведский политический деятель. Член Социал-демократической рабочей партии Швеции. Депутат риксдага с 2014 года. В прошлом — депутат Европейского парламента (2004—2014).

## Биография
Родилась 19 мая 1976 года в Андерсторпе. Родители: Бу Вестлунд (Bo Westlund) и учительница Гунилла, урождённая Ландин (Gunilla Landin).
В 2000 году получила степень магистра по политологии. Изучала право в Гётеборгском университете в 1997—2001 годах.
В 2001 году работала политическим экспертом в Министерстве образования.

## Политическая карьера
Оса Вестлунд начала свою политическую карьеру в социал-демократическом студенческом клубе «Демос» в Университете Векшё, где она обучалась по программе международных отношений.
В 1999 году стала председателем Гётеборгской социал-демократической студенческой ассоциации (GSHF).
В 2001 году избрана федеральным председателем Социал-демократических студентов Швеции (S-студентов) — студенческой организации Социал-демократической рабочей партии Швеции.
С 2003 года работала политическим секретарём Социал-демократической рабочей партии Швеции.
Оса Вестлунд организовала кампанию на съезде партии в 2001 году за усыновление детей однополыми парами. Сторонники этой инициативы победили над партийным руководством, в результате чего риксдаг одобрил этот закон, так как у социал-демократов было большинство голосов (131 мандат). Однополые пары получили право усыновления детей в 2003 году.
На съезде Социал-демократической партии в 2005 году Оса Вестлунд выступила с заявлением о том, чтобы нормы семейного законодательства были гендерно нейтральны, против этой инициативы было высшее руководство партии.
По результатам выборов 2004 года избрана депутатом Европейского парламента в рамках кампании, организованной S-студентами и молодежной организации Социал-демократической рабочей партии Швеции. В этой кампании её поддержали Ингвар Карлссон и ряд других ведущих социал-демократов. Переизбрана на выборах 2009 года. Была членом фракции «Прогрессивный альянс социалистов и демократов», членом Комитета по окружающей среде, общественному здравоохранению и безопасности пищевых продуктов. В 2013 году она была докладчиком по докладу о защите общественного здоровья от эндокринных расстройств.
С 2014 года является депутатом совета коммуны Ханинге.
По результатам парламентских выборов 2014 года избрана депутатом риксдага в лене Стокгольм. Переизбрана на выборах 2018 и 2022 годов. Была председателем Комитета по окружающей среде и сельскому хозяйству (2018), председателем парламентского совета по вопросам ЕС (2018—2020), председателем Финансового комитета (2020—2022). Является заместителем председателя Комитета по образованию риксдага с 4 октября 2022 года.
С 2020 года является председателем отделения партии в лене Стокгольм.
Входит в совет Социал-демократической рабочей партии Швеции, избранный в 2021 году.

## Личная жизнь
Оса Вестлунд живет в коммуне Ханинге в лене Стокгольм и состоит в браке с социал-демократом и журналистом Андерсом Линдбергом.